# Omnitrix
 (janvier 2022).
L'Omnitrix (raccourci pour Omni-Matrix) est un élément de fiction dans la série d'animation Ben 10.
Appareil d'origine extra-terrestre ressemblant à une montre et se portant généralement au poignet, l'Omnitrix donne à celui qui le porte la capacité de modifier son code génétique pour prendre la forme de presque n'importe quelle créature extra-terrestre de l'univers de la série, bien qu'en général, seule une poignée de formes soit accessible à la fois. Il est porté durant presque toute la saga par Ben Tennyson, le héros de la série, et lui donne ses pouvoirs.
Bien que l'Omnitrix soit officiellement unique, il y a eu quelques rares cas où des copies en ont été faites (dans les épisodes Ken 10 et Le Double Maléfique). En outre, une nouvelle version plus performante de l'appareil, appelée Ultimatrix, a été créé par Albedo, l'apprenti d'Azmuth, le créateur de l'Omnitrix originel.

## Origine
L'Omnitrix a été créé par Azmuth, un savant Galvan, qui espérait ainsi permettre aux peuples de la galaxie de mieux se comprendre en s'incarnant les uns les autres, et donc de moins se battre. Malheureusement, certains, notamment le Seigneur Galactique Vilgax, estimèrent que, du fait du potentiel de combat des aliens en laquelle elle permettait de se transformer, il pouvait surtout servir d'arme redoutable. Plus encore, étant donné qu'il permettait de posséder à soi seul les pouvoirs de toutes les espèces existantes, il apparaissait comme l'arme suprême.

Dégoûté, Azmuth ne créa donc qu'un unique prototype, et l'équipa de multiples systèmes de sécurité, avant de l'abandonner dans l'espace. Finalement, après plusieurs péripéties, durant lesquelles il passa entre plusieurs mains, l'Omnitrix arriva sur Terre, où il fut trouvé par Ben Tennyson, un garçon humain de 10 ans, et se fixa à son poignet. On nous révèle que l'Omnitrix était dans un transporteur qui devait emmener ce dernier à Max Tennyson. Ceci est révélé dans ''Ambiance glaciale''. Cependant, lors de l'épisode Pilote, l'Omnitrix se dirige soudainement sur Ben après avoir scanné son ADN, assez proche de celui de Max. Cet événement a été retcon, car désormais nous savons que c'est le Professeur Paradoxe et une autre version de Ben qui ont altéré la courbe de l'Omnitrix afin que Ben, dit Ben "Prime", celui de la continuité originelle, en soit le détenteur.

## Description
L'Omnitrix a une forme de bracelet surmontée d'un cadran, évoquant vaguement une montre. Sa première forme possédait un épais bracelet noir avec un cadran entouré de quatre boutons, un autre bouton sur le bracelet et quatre tuyaux liés au cadran. La forme évoluée dans Alien Force ressemble davantage à une montre classique, avec un bracelet plus fin de couleur verte et un cadran un peu plus large. L'Ultimatrix, pour sa part, prend une allure plus semblable à un gantelet, avec un long bracelet faisant environ la moitié de l'avant-bras. Le symbole sur le cadran de l'Omnitrix, en accord avec le producteur de la seconde série Dwayne McDuffie, est en réalité le symbole universel de paix dans la Galaxie, et est également porté par les Plombiers, la police galactique. Azmuth a placé ce symbole dessus en raison de l'objectif pacifique de son œuvre.

### Fonctions
L'Omnitrix possède de nombreuses autres fonctions :
- La principale fonction de l'Omnitrix est de permettre à son détenteur de se changer en extra-terrestre. Elle marche de façon à première vue relativement simple : un bouton permet de soulever le cadran et de faire apparaître sur l'écran les silhouettes des aliens en lesquels le porteur peut se transformer. Il suffit ensuite de tourner le cadran pour faire défiler les différents extra-terrestres, d'en choisir un et de presser le cadran, ce qui déclenche la transformation dans un flash de lumière verte.
- Dans la saison 3 de la première série, il est révélé qu'il peut assimiler un ADN alien inconnu avec lequel il entre en contact pour l'ajouter aux formes disponibles. Ben l'a utilisé 3 fois pour absorber l'ADN du Yenaldooshi (ADN de Loboen), de la Momie (ADN de Thep Khufan), et du Dr Vicktor (ADN de Transylien).
- Il est révélé dans Alien Force qu'il est doté d'un programme intégré de traduction, ce qui explique la capacité de Ben à communiquer sans mal avec tous les aliens qu'il a croisés;
- La version évoluée est dotée de nouvelles fonctions, incluant essentiellement la capacité de réparer les dommages génétiques, guidée par une fonction vocale. Elle agit aussi comme un badge de plombier, émettant un signal similaire (Le Bal) et permettant à Ben de communiquer à distance (La Vengeance de Vilgax). L'épisode Primus révèle aussi qu'elle peut s'auto-téléporter sur Primus en cas de besoin.

### Systèmes de sécurité
L'Omnitrix inclut aussi un grand nombre de systèmes de sécurités, installés par Azmuth pour empêcher le porteur d'utiliser l'Omnitrix à son plein potentiel, et ainsi limiter son usage à de mauvaises fins. Ils empêchent également l'altération définitive de l'ADN du porteur. Parmi ces mesures de sécurités, on inclut une mesure empêchant de passer directement d'une forme à une autre sans reprendre sa forme originelle, une durée limite pendant laquelle le porteur reste transformé (5 minutes); il peut se recharger rapidement pour protéger son porteur des dangers extrêmes; et un système d'auto-destruction capable de détruire l'univers s'il arrive à terme.

La plupart de ces systèmes de sécurités peuvent être désactivés en mettant en place le "Code Maitre", qui permet alors au porteur de se transformer en n'importe quelle forme simplement en y pensant, de rester aussi longtemps qu'on le souhaite sous forme alien et de passer d'une forme à une autre sans avoir à reprendre sa forme d'origine. Ben est parvenu à activer une fois ce code dans toute la série (Double Vengeance), mais la fois où il l'a activé, le code a été désactivé à la fin de l'épisode. Dans le futur alternatif montré dans Retour dans le futur et Ken 10, lui et son fils Ken ont tous deux réussi à réactiver le code d'une manière inconnue. Il a également tenté de le réactiver de force dans La Vengeance de Vilgax en piratant l'Omnitrix avec l'aide de Kévin, mais a échoué. Azmuth promit à Ben de lui donner l'accès au Code Maître lorsque ce dernier aura 18 ans.
L’Omnitrix peut activer une sécurité en transformant son porteur en tout les aliens qu’il a pour le protéger au cas où il est sur le point de mourir.

### Pannes
L'Omnitrix est tombé plusieurs fois en panne mais Ben réussira toujours à s'en sortir :
- Dans l'épisode 11 de la saison 1 de Ben 10, Ben est resté sous la forme du Têtard gris jusqu'à ce qu'un choc électrique lui redonne son apparence normale.
- Dans l'épisode 13 de la saison 1 de Ben 10, la montre est en surtension et Ben n'a plus aucun contrôle sur la montre.
- Dans l'épisode 12 de la saison 2 de Ben 10, Ben, en tentant de manipuler l'Omnitrix avec un tourne-vis, retire le couvercle qui permet de contrôler la stabilité de ses aliens. Après cela, il se transforme en alien hybride (Quad et Le Dard, Têtard Gris et Incassable, Inferno et La Mâchoire).
- Dans l'épisode 1 et 2 de la saison 3 d'Alien Force, Ben tente de pirater l'Omnitrix et échoue. En même temps, Kévin est transformé en monstre, et 4 aliens, Mégachrome, Arachno-Singe, Transformo et Géant, se sont échappés de l'Omnitrix. Ben réussit à tous les récupérer mais reste endommagé quand même (transformation en un autre alien, la montre ne marche pas un temps ...), et quant à Kévin, il retrouvera sa forme humaine dans le dernier épisode de la saison 3 lorsque l'Omnitrix est détruit.
- Dans l'épisode 13 de la saison 3 de Ben 10 Alien Force, le typhin crée des interférences qui brouille l'Omnitrix et Ben se retrouve alors transformé en Bengalosaure, rapidement adopté et réutilisé à plusieurs reprises par Ben.
- Dans l'épisode 8 de la saison 1 de Ben 10 Ultimate Alien, Ra'ad entre dans l'Ultimatrix de Ben et oblige celui-ci à se transformer puisque l'Ultimatrix est hors d'usage et donc le prive de toutes ses autres formes aliens. À la fin, Kévin réussit à le réinitialiser, et donc, faire sortir Ra'ad.
- Dans l'épisode 10 de la saison 2 de Ben 10 Ultimate alien, Ben perd les transformations de Géant et Régénérator durant un combat contre Eon. Ils seront cependant re-débloqués par Ben 10 000.
- Dans l'épisode 7 de la saison 3 de Ben 10 Ultimate alien, l'Ultimatrix est désactivé à cause des formes ultimates qui veulent sortir de l'Ultimatrix. Ils piègent Ben à l'intérieur de l'Ultimatrix.
- Dans l’épisode 1 de la saison 2 de Ben 10 Omniverse, Le Dr Psychobos vole une pièce de l’Omnitrix qui transforme Rook en Gourmand, Liam en Vaxasaurien, Fistina en Mécamorphe Galvanique, Psyphon en Pyronite et Bubble Helmet en Gimlinopithèque. En essayant de réparer la montre de Ben, Driba et Blukic lui donnent des aliens un peu faible: Truite Azur, qui avait la même voix que Ben,Féerique, Taupavacante et Nul, jusqu’à que ceux-ci trouve la bonne pièce pour le réparer.
- Dans l’épisode 10 de la saison 8 de Ben 10 Omniverse, Ben (en tant que Feedback) a tenu l’Annihilarrgh pour éviter son explosion et il a utilisé tous ses extraterrestres.

## Fonctionnement: Primus et les ADN
Le fonctionnement de l'Omnitrix n'est jamais très clairement indiqué au début de la saga, mais est révélé peu à peu dans la série originale, et plus amplement dans Alien Force. Comme expliqué par Tetrax puis Vilgax dans la première série, elle se mélange littéralement avec l'ADN de son porteur, devenant en quelque sorte une extension de son corps. Comme vu dans Primus, ce lien ne se défait pas véritablement même après que l'Omnitrix ait été retirée de force, et il faut énormément de temps pour qu'elle se rattache de la même manière à une autre personne, signifiant qu'il est alors beaucoup plus aisé de la retirer à un autre que Ben.
Contrairement à ce qui a été cru dans un premier temps dans la première série, l'Omnitrix n'injecte pas de l'ADN alien à son porteur pour le transformer : en réalité, elle intervient sur l'ADN même du porteur, réécrivant dans le moindre détail son code génétique pour permettre la transformation.
Bien que cela ne soit pas clairement dit dans la série, il est suggéré, et a été confirmé par les scénaristes, que l'Omnitrix faisait usage de nanorobots, qui décomposent/recomposent les vêtements du porteur dans ses transformations, et fabriquent les équipements nécessaires pour certaines formes (comme le capteur de gravité de Transformo ou l'équipement respiratoire de Méga-Méninges.) C'est grâce à ce procédé que les vêtements de Ben disparaissent/réapparaissent dans ses transformations, et que certaines formes, tels qu'AXLR ou Transformo, portent des équipements ou des vêtements.
Durant l'épisode Primus, il est révélé que l'Omnitrix ne contient pas réellement l'ADN par elle-même : en réalité, elle communique à une vitesse supérieure à celle de la lumière avec Primus, une planète artificielle organique créée par Azmuth, qui renferme une sorte de fleuve vert contenant les ADN de toutes les espèces de la Galaxie. Les ADN sont collectés par des sortes de moustiques robotiques, les Volaticus Biopsis, qui parcourt l'Univers à la recherche de créatures extra-terrestres dont extraire l'ADN, et reviennent le verser dans le fleuve. L'Omnitrix utilise sa communication avec Primus pour prélever les informations nécessaires à modifier le code ADN de son porteur. Apparemment, cette communication ne peut être gênée par aucune distance, Ben étant même capable d'utiliser l'Omnitrix dans une autre dimension.
Les Volaticus Biopsis continuant encore de chercher de l'ADN au moment où la série se déroule, il est impossible d'estimer avec exactitude le nombre de formes différentes que l'Omnitrix peut contenir à l'heure actuelle. Dans le futur alternatif de Ben, plus de 10000 formes avaient été déverrouillées, mais Ben 10.000 arrêta de compter au delà, on ne connait donc pas le nombre exact d'aliens qu'il possède. Cependant, dans La Guerre des Mondes, Azmuth révèle qu'elle contient déjà plus d'un million de formes. Lorsqu'il active le Code Maître, l'Omnitrix confirme contenir précisément 1000900 formes disponibles à ce moment. Il est vraisemblable qu'elle en contient à présent encore plus, et que cela va sans doute continuer à augmenter, étant donné que les Volaticus Biopsis continuent de récolter de l'ADN en permanence.
Pour faciliter l'utilisation, les aliens sont séparés en sections de 10, qui peuvent être élargies en déverrouillant des codes. Au moment où il obtient l'Omnitrix, Ben possède une liste de dix, mais commence à déverrouiller de nouvelles formes à partir de la saison 2. À la fin de la première série, il a un arsenal de 19 formes. Dans Alien Force, son ancien arsenal est reverrouillé au profit d'une nouvelle section de dix, mais il recommence à élargir cette liste après la saison 3.
Chaque extra-terrestre a des capacités totalement différentes des autres, ce qui donne à Ben une grande capacité d'adaptation, et lui permet de gérer presque toutes les situations, ainsi que presque tous les adversaires. L'Omnitrix inclut un système de traduction automatique qui traduit le langage de tout alien incapable de parler le langage humain, bien que certains aliens, comme Sauvage, possèdent un langage trop compliqué pour être traduit.
En outre, toutes les formes aliens portent quelque part sur leur corps, généralement en épaulette ou sur le poitrail, un symbole similaire au cadran de l'Omnitrix, qui se met à clignoter en rouge lorsque la durée de transformation est presque écoulée. En pressant ce symbole, Ben peut aussi reprendre immédiatement sa forme humaine, ou passer directement d'une forme alien à une autre sans avoir à redevenir humain. Il le fait rarement lui-même dans la première série, n'ayant qu'une maîtrise relative de l'Omnitrix, mais Vilgax s'en sert pour le forcer à redevenir humain dans Les Secrets et Double Vengeance et Ben 10000 pour le faire changer de forme directement dans Retour dans le futur. Vers la saison 2 de Ben 10 : Alien Force, il maîtrise apparemment cette fonction, et l'utilise plus fréquemment : dans Le Double Maléfique, il s'en sert pour utiliser cinq formes aliens de suite sans reprendre forme humaine.
Un autre point à noter est que les formes en lesquels l'Omnitrix change son porteur varie selon son âge, son sexe, etc. Ainsi, dans Gwen 10, lorsque Gwen se retrouve équipée de l'Omnitrix, elle se transforme en aliens femelles. De même, lorsque Ben est rajeuni à l'âge d'un bébé dans Eau non potable, ses formes aliens sont également rajeunies, et les formes aliens de Ben 10 000 dans Retour dans le futur tendent à être un peu différentes et plus âgées. Si l'on suit cette logique, les aliens de Ben sont donc âgés de 10 ans dans Ben 10, de 15 ans dans Ben 10 : Alien Force et de 16 ans dans Ultimate Alien et Omniverse (bien évidemment à l'échelle de la longévité de l'espèce transformée.)

### Couleurs
Le cadran de l'Omnitrix peut prendre diverses couleurs selon les situations, modes activés ou autres. Jusqu'à présent, on connaît les couleurs suivantes :
| Couleurs du cadran | Fonctions |
| ------------------ | --- |
| Vert               | C'est la couleur que prend en général le cadran. Elle s'affiche lorsque l'Omnitrix est complètement chargée et en parfait état de fonctionnement. |
| Rouge              | Le cadran devient rouge lorsque la durée de transformation est écoulée et que l'Omnitrix n'a plus assez d'énergie pour fonctionner. Elle devient inutilisable, mais il suffit de quelques minutes pour qu'elle se recharge. Uniquement dans Ben 10. Dans le reboot, la couleur rouge est aussi la prédominante de l'Antitrix. |
| Jaune              | Lorsque l'Omnitrix absorbe un ADN, le cadran vire au jaune. Cela n'est arrivé que trois fois dans la série originale pour : Ben loup garou,Ben momie et Ben viktor et dans le reboot de la serie Ben 10 c'était arrivé dans Piégé par l'Omnitrix, partie 1 .                                                                  |
| Orange             | Lorsque l'Omnitrix est en mode d'auto-destruction dans le long-métrage Le Secret de l'Omnitrix, le cadran vire au orange. Le problème est cependant résolu par Azmuth. |
| Violet             | Lorsque Eon met son ADN dans l'Omnitrix dans Ben 10: Course contre la Montre, l'Omnitrix vire au violet et cesse un temps de fonctionner. |
| Bleu               | Dans Ben 10: Alien Force, lorsque Ben remet l'Omnitrix et tente de la réutiliser, le cadran vire au bleu, et elle ne fonctionne pas. Finalement, en manipulant les boutons pour y remédier, il la recalibre involontairement, la ramenant à sa couleur verte.                                                                 |
| Gris               | Mode Alien. C'est seulement arrivé avant que l'omnitrix a été recalibré. |
| Vert Foncé         | Le mode de désactivation. |

## Le Prototype de l'Omnitrix
Théoriquement, Ben est le seul à posséder une Omnitrix, puisque cette dernière est unique, mais quelques autres personnages en ont également eu, généralement des copies de l'original. Azmuth a révélé dans Alien Force qu'il ne pouvait normalement y avoir qu'un seul Omnitrix à la fois, ou les conséquences pour l'univers seraient catastrophiques.

### Série Ben 10

#### Les 10 Aliens Originaux
| No | Aliens                    | Espèces               | Planètes     | Description | Notes                                    |
| -- | ------------------------- | --------------------- | ------------ | --- | ---------------------------------------- |
| 01 | Sauvage (Wildmutt)        | Vulpimancer           | Vulpin       | Une sorte de fauve hybride de gorille, de chien et de lion. Dépourvu d'oeil, il est aveugle et ne peut s'exprimer autrement qu'en grognements, mais possède en revanche des capacités athlétiques impressionnantes, des griffes et crocs tranchant même l'acier, et surtout ses quatre sens surdéveloppés, créant une sorte de radar thermique (assez similaire à celui des Shriekers dans Tremors 2 et Tremors 3). | * Activé dans Le secret de l'omnitrix 01 |
| 02 | Quad (Fourarms)           | Tetramand             | Khoros       | Un géant rouge de 3,5 m doté de quatre bras et quatre yeux. Il possède une peau similaire à celle d'un rhinocéros, donc très résistante, et une force démentielle. Sa force est telle qu'il peut bondir de gratte-ciel en gratte-ciel, provoquer des séismes en frappant le sol et créer des ondes de choc en frappant de ses quatre mains. Cependant, il est proportionnellement assez lent et maladroit. | * Activé dans Nos amies les bêtes 02     |
| 03 | Têtard Gris (Grey Matter) | Galvin                | Galvan Prime | Une créature minuscule humanoïde ressemblant à une grenouille,de 15 cm, dotée d'une intelligence hors du commun. Capable de résoudre les problèmes les plus complexes et de faire dérailler n'importe quelle machine. | * Activé dans Nos amies les bêtes 02     |
| 04 | AXLR (XLR8)               | Kineceleran           | Kinet        | Une sorte de vélociraptor bleu avec des traits elfiques et équipé d'une armure noire avec un casque conique à visière. Il peut manipuler les frictions pour se déplacer à 500 km/h, y compris sur l'eau et les surfaces verticales. En tournant sur lui-même, il peut créer des tornades. | * Activé dans Le secret de l'omnitrix 01 |
| 05 | Biotech (Upgrade)         | Mécamorphe Galvanique | Galvan B     | Une créature biomécanique au corps composée d'une nanotechnologie lui donnant une nature semi-liquide. Il respire dans l'espace et peut se fusionner à n'importe quelle machine pour l'améliorer. Même sans machine, il peut alterner sa constitution pour tirer des rayons de plasma depuis son unique œil. | * Activé dans Les retraités 04           |
| 06 | Incassable (Diamondhead)  | Petrosapien           | Petropia     | Un être au corps composé de cristaux cyans quasi-indestructibles et réfractant la lumière. Il peut régénérer ses membres et alterner sa constitution pour former des lames de cristaux à partir de ses mains, projeter des éclats de cristaux sur ses ennemis ou s'en servir pour créer des boucliers. Il est en revanche vulnérable face aux vibrations sonores. Il est important de notifier que malgré son apparence et son nom original, Incassable n'est pas fait de diamant, mais de cristaux organiques. | * Activé dans Le secret de l'omnitrix 01 |
| 07 | Mâchoire (Ripjaw)         | Pisccis Volann        | Pisccis      | Un monstre marin amphibien aux allures de baudroie, capable de nager à grande vitesse, possède des crocs acérés capables de broyer du métal. Mais par-contre, il ne peut survivre très longtemps hors de l'eau sans s'hydrater. | * Activé dans Le monstre du lac 03       |
| 08 | Dard (Stinkfly)           | Lepidopterran         | Lepidopterra | Un insecte volant géant doté de quatre yeux sur tentacules et d'un dard au bout la queue. Son dard est extrêmement tranchant, et il est extrêmement agile au vol. Il peut aussi cracher un mucus vert et collant sur ses ennemis, de par sa bouche ou de par ses yeux. En revanche, il sent naturellement mauvais. | * Activé dans Nos amies les bêtes 02     |
| 09 | Spectral (Ghostfreak)     | Ectonurite            | Anur Phaetos | Un être fantomatique, cachant sous sa peau une apparence terrifiante, capable de terroriser n'importe qui, capable de léviter, de se déformer corporellement, de traverser les murs et de devenir invisible. En accord avec le profil, il possèderait des pouvoirs de télépathie et de télékinésie, et dans la série, ces pouvoirs ont été montrés de façon claire. Il se serait échappé de l'Omnitrix en raison de sa conscience hébergée dans l'appareil. Mais Ben a pu le récupérer mais avait peur d'en perdre à nouveau le contrôle.Mais dans Omniverse, Ben a surmonté ça et peut l'utiliser quand il veut sans problème. La version de l'Omnitrix possède aussi une peau de protection permettant de cacher son aspect et de le protéger du soleil, mais cette peau a t-il été perdue après sa réintégration à l'Omnitrix dans Méfiez-vous du noir. | * Activé dans Les retraités 04           |
| 10 | Inferno (Heatblast)       | Pyronite              | Pyros        | Un être humanoïde composé de magma et en permanence en feu. Il peut à volonté absorber, produire et contrôler le feu. Sa composition solide lui offre aussi une résistance accrue. Cependant, il ne peut rester plus de quelques minutes en contact avec un objet ou une personne sans la/le brûler, et l'eau en forte quantité peut l'affaiblir, ou du moins le perturber. | * Activé dans Le secret de l'omnitrix 01 |

#### Les Aliens Additionnels
À partir de la saison 2, l'Omnitrix acquiert de nouveaux codes ADN, soit sur les extraterrestres rencontrés, soit en déverrouillant de nouvelles fonctions, donnant à Ben des transformations supplémentaires. Ces nouvelles formes semblent un peu plus dures à prendre au départ, mais une fois utilisées pour la première fois, cela devient facile. Les nouveaux extra-terrestres sont les suivants :
| No | Aliens                        | Espèces           | Planètes                                | Description | Notes |
| -- | ----------------------------- | ----------------- | --------------------------------------- | --- | --- |
| 11 | Boulet de Canon (Cannonbolt)  | Arburian Pelarota | Arburia                                 | Une créature volumineuse au corps arrondi avec une peau douce couverte sur certaines parties du corps par une carapace semblable à celle d'un tatou. En temps normal très lent, il est capable de se mettre en boule pour former un énorme boulet littéralement indestructible pouvant rouler à une vitesse de 80 km/h. Sa carapace est capable de résister même aux lasers ou à l'atmosphère terrestre. Comme son intérieur est doux, il peut porter des personnes sous sa carapace pour les protéger. | * Déverrouillé dans La Tique Géante 15 |
| 12 | Végétal (Wildvine)            | Florauna          | Flors Verdance                          | Une plante mobile dotée d'un visage et de tentacules-branches. Il peut allonger ses membres et son corps, projeter des graines aux effets variables sur ses ennemis (usuellement explosives) et creuser sous le sol. | * Activé dans Champignons en Folie 20 |
| 13 | Ben Loup Garou (Ben Werewolf) | Loboan            | Luna Lobo                               | Une sorte de Loup-garou, doté de sens surdéveloppés, bien que sa vue soit dépourvue de couleurs. Il possède aussi de puissants crocs et griffes, et peut ouvrir sa mâchoire en quatre « mandibules » pour pousser un puissant hurlement ultrasonique capable de blesser ses ennemis. | * Acquis et utilisé dans Ben Loup-Garou 31 |
| 14 | Ben Momie (Ben Mummy)         | Thep Khufan       | Anur Khufos                             | Un alien ressemblant à une momie, dont le corps est en réalité entièrement composé de tentacules similaires à des bandages. Ces tentacules sont légers et fragiles, mais se régénèrent vite. En dépit de sa légèreté, il est incroyablement fort, agile et rapide. Sa constitution lui permet de survivre dans le vide spatial. | * Acquis dans Le secret de la Momie et utilisé dans Le Retour de Spectral 34 et 37                                                                  |
| 15 | Ben Vicktor (Ben Vicktor)     | Transylian        | Anur Transyl                            | Un être cyborg semblable au monstre de Frankenstein. Il possède une force et une résistance élevée, peut projeter des décharges électriques et possède un pouvoir de magnétisme. Sa nature de cyborg le rend capable de survivre dans le vide spatial. | * Acquis et utilisé dans Méfiez-vous du Noir38 |
| 16 | Gobe-Tout (Upchuck)           | Gourmand          | Peptos XI                               | Une sorte de petit dinosaure doté de quatre longues langues lui permettant de saisir des objets pour les porter à sa bouche. Il est capable de digérer n'importe quoi, excepté, ironiquement, la matière organique, pour ensuite la régurgiter sous la forme d'attaques d'énergie explosives puissantes. Malgré sa taille, il est plutôt résistant. A noter que cette espèce possède deux formes différentes correspondant aux deux sous-espèces de Gourmands : les Murks et les Perks.                 | * Activé dans Ambiance Glaciale 39 |
| 17 | Duplico (Ditto)               | Splixson          | Hathor                                  | Un petit alien humanoïde pas spécialement fort physiquement, mais capable de se dupliquer à l'infini pour écraser l'ennemi sous le nombre. Les doubles sont indépendants et peuvent fusionner s'ils le souhaitent, mais leur vie est liée dans le sens où, si l'un d'eux est blessé, les autres le sont aussi. Si les doubles ne peuvent fusionner quand le temps de l'Omnitrix est écoulé, les Duplico demeurent sous leur forme jusqu'à ce qu'ils soient en mesure de se rassembler.                  | * Activé dans La désunion fait la force 41 |
| 18 | Visio (Eye Guy)               | Opticoid          | Sightra                                 | Un être mi-reptile mi-chauve-souris, possédant des yeux partout sur son corps excepté son visage. Il est capable d'escalader les surfaces et de tirer des rayons d'énergie depuis ses yeux, l'œil sur son poitrail tirant le rayon le plus puissant. En combinant certains yeux, il peut créer des rayons aux effets différents (comme gelant). | * Activé à un moment inconnu et utilisé dans le long-métrage "Ben Contre la Puissance Dix Négative, Partie 2" (Saison 4) et Le Secret de l'Omnitrix |
| 19 | Géant (Way Big)               | To'kustar         | Aucune (né dans les tempêtes cosmiques) | Un alien gigantesque, de 190 mètres de haut, dépassant en taille tous les autres aliens de l'Omnitrix. Sa résistance et sa force sont proportionnels à sa taille. Peut lancer un laser bleu vif avec ses mains. Il ressemble étrangement à Ultraman (provenant d'une série de SF japonaise) qui peut également tirer un rayon laser de la même manière. | * Activé dans le long-métrage Le Secret de l'Omnitrix                                                                                               |
| 20 | Ben Eon (Eon)                 | Chronien          | Chronia                                 | Un humanoïde dont l'apparence est pratiquement identique à celle d'un humain. Il est capable de contrôler le temps et l'espace et de produire des boules d'énergie. Ben débloque cette forme a usage unique lorsque Eon force Ben a lui redonner sa jeunesse via l'Omnitrix. | * Acquis et "utilisé" dans Ben 10 : Course contre la Montre 49                                                                                      |

#### Omnitrix de Ken
C'est le fils de Ben 10.000 et de Kai Green. Il reçoit une réplique de l'Omnitrix pour son 10e anniversaire. Cette dernière n'a que 10 aliens débloqués et plusieurs limiteurs comme l'Omnitrix d'origine. Ken retire ensuite les limiteurs en utilisant le Têtard Gris.
| No | Aliens                                | Espèces        | Planètes           | Description | Notes                       |
| -- | ------------------------------------- | -------------- | ------------------ | --- | --------------------------- |
| 1  | AXLR (XLR8)                           | Kineceleran    | Kinet              | Voir au dessus. | Déverrouillé par Ben 10.000 |
| 2  | Onde de Choc (Buzzshock)              | Nosedeenien    | Quasar de Nosideen | Une petite pile alien vivante, extrêmement rapide et friande d'électricité. Elle peut l'utiliser sous plusieurs formes et de bien des manières.                              | Déverrouillé par Ben 10.000 |
| 3  | Végétal (appelé Carnivore) (Wildvine) | Florauna       | Flors Verdance     | Voir au dessus. | Déverrouillé par Ben 10.000 |
| 4  | Le Têtard Gris (Grey Matter)          | Galvin         | Galvan Prime       | Voir au dessus. | Déverrouillé par Ben 10.000 |
| 5  | Duplico (appelé D2) (Ditto)           | Splixson       | Hathor             | Voir au dessus. | Déverrouillé par Ben 10.000 |
| 6  | Cracheur (Spitter)                    | Sphoeroïde     | Scalpasc           | Une sorte de gros reptile ressemblant à un ballon, pouvant cracher de la bave sur plusieurs mètres. Son mucus est extrêmement collant et il est difficile de s'en défaire.   | Déverrouillé par Ben 10.000 |
| 7  | Le Dard (Stinkfly)                    | Lepidopterrien | Lepidopterra       | Voir au dessus. | Non apparu dans l'épisode.  |
| 8  | La Carapace (Shellhead)               | Inconnu        | Inconnu            | Non apparu à l'écran, cependant il est indiqué que son pouvoir est de se cacher dans sa carapace.                                                                            | Non apparu dans l'épisode.  |
| 9  | Bac à Sable (Sandbox)                 | Inconnu        | Inconnu            | Non apparu à l'écran. | Non apparu dans l'épisode.  |
| 10 | Cobra (Snakepit)                      | Inconnu        | Inconnu            | Non apparu à l'écran. | Non apparu dans l'épisode.  |
| 11 | Pince-orteil (Toepick)                | Inconnu        | Inconnu            | Non apparu pendant l'épisode, mais Ben l'utilisera dans la série Omniverse. Il s'agit d'un alien monstrueux qui terrifie n'importe qui grâce au simple aspect de son visage. | Non apparu dans l'épisode.  |

### Ben 10: Alien Force

#### Les 10 Aliens Originaux
Dans la nouvelle série-suite Ben 10: Alien Force, Ben, ayant retiré l'Omnitrix entre ses 11 et 15 ans, décide de la remettre, mais cette dernière s'avère ne pas fonctionner. Lorsqu'il en manipule les commandes pour essayer de la remettre en marche, elle se recalibre, et lui donne accès à dix nouveaux aliens :
| No | Aliens                       | Espèce            | Planète                                                                                   | Description | Notes                                       |
| -- | ---------------------------- | ----------------- | ----------------------------------------------------------------------------------------- | --- | ------------------------------------------- |
| 01 | Régénérator (Swampfire)      | Méthanosien       | Méthanos                                                                                  | Une plante humanoïde à la tête en forme de flamme. Il est capable se régénérer à un niveau extrême, de déformer son corps à différentes fins (creuser sous le sol, se changer en plante, passer à travers des barreaux) et d'user de ses dons pour soigner les membres des autres. Il possède aussi une force surhumaine, peut projeter du feu depuis ses mains et contrôler les plantes. Cependant, en revanche, il sent très mauvais, son corps produisant du méthane en permanence.                                            | * Activé dans Ben 10 le Retour, Partie 1 01 |
| 02 | Echo Echo (Echo Echo)        | Sonorisian        | Sonorisia                                                                                 | Un petit alien blanc ressemblant à un robot, dont le corps est constitué de silicone. Il peut hurler pour provoquer de puissantes attaques soniques capable de percer l'acier à pleine puissance. Il est aussi capable de se multiplier comme Duplico, sauf que ses doubles ne sont pas liés entre eux. | * Activé dans Ben 10 le Retour, Partie 2 02 |
| 03 | Énormosaure (Humongousaur)   | Vauxasaurien      | Dinoterra                                                                                 | Une sorte de grand dinosaure à la force et la résistance estimée égale, voire supérieure à celle de Quad. Il est capable de s'agrandir à volonté(max:18m de hauteur) tout en ayant une sorte d'armure, sa force augmentant avec sa taille. | * Activé dans Ben 10 le Retour, Partie 2 02 |
| 04 | Super Jet (Jetray)           | Aerophibien       | Aeropela                                                                                  | Une sorte de raie-manta capable de voler et nager à deux fois la vitesse du son. Sa queue et ses yeux peuvent produire des rayons lasers pour attaquer. | * Activé dans Une météo pourrie 03          |
| 05 | Glacial (Big Chill)          | Nécrofriggien     | Kymyys                                                                                    | Un insectoïde fantomatique bleu semblable à un homme-papillon. Il peut voler, devenir invisible, traverser les murs et possède une force élevée malgré sa constitution à première vue frêle. Il possède aussi la faculté de produire de la glace, généralement en soufflant sur l'objet à geler, en passant à travers, en le touchant ou en projetant des rayons de glace de ses mains. En dépit de son affinité pour le froid, il ne craint pas la chaleur.                                                                      | * Activé dans Kevin règle ses comptes 04    |
| 06 | Mégachrome (Chromastone)     | Cristalsapien     | Petropia (plusieurs légendes mentionnent la planète Mor'Otesi mais celle-ci n'existe pas) | Un cristal vivant humanoïde, presque indestructible au même titre qu'Incassable. Il possède une force surhumaine, et peut absorber toute type d'énergie, radiation ou lumière pour la canaliser et la rejeter sous forme de laser, de puissantes attaques d'énergie Arc en ciel ou simplement de lumière. Ben le perd dans La Vengeance de Vilgax, mais le récupére dans Le Secret de Mégachrome. On apprendra dans cet épisode que Mégachrome est en réalité issu d'un être unique, Sugilite, le gardien de Petropia.            | * Activé dans Tout ce qui brille 05         |
| 07 | Méga-Méninges (Brainstorm)   | Cérébrocrustacéan | Encéphalonus IV                                                                           | Un crabe géant dont le crane peut s'ouvrir, révélant un cerveau immense. Il est hautement intelligent et peut créer des tempêtes d'énergie électriques ou des champs de forces par la seule force de sa pensée. | * Activé dans Panique à la fête foraine 07  |
| 08 | Arachno-Singe (Spidermonkey) | Arachnichimp      | Aracscimia                                                                                | Un singe bleu à quatre bras et quatre yeux. Il possède les capacités combinées d'un singe et d'une araignée, lui donnant une agilité surhumaine, une force surhumaine en dépit de sa taille et la faculté de coller aux surfaces. Il peut aussi projeter depuis sa queue une toile similaire à celle d'une araignée, mais résistante comme de l'acier. | * Activé dans L'Héritière 08                |
| 09 | Transformo (Goop)            | Polymorphe        | Viscosia                                                                                  | Une masse gluante verte contrôlée par un minuscule objet en forme d'OVNI au-dessus de sa tête. Il peut léviter, changer à volonté de forme et de consistance et se régénérer. La substance verte peut aussi sécréter un puissant acide capable de dissoudre même le métal. | * Activé dans Le Gant 09                    |
| 10 | Alien X (Alien X)            | Celestialsapiens  | Forge de la Création                                                                      | Le plus puissant alien de l'Omnitrix car il est omnipotent. Ressemblant à un contour d'humanoïde remplit d'étoiles et de galaxies, il est capable de contrôler la réalité-même, le rendant techniquement omnipotent. Cependant, il possède trois personnalités (celle de Ben incluse), et ne peut rien faire tant qu'au moins deux de ces trois ne se sont pas mises d'accord. Ben craint que cette forme soit trop puissante, et ne l'utilise que dans les cas extrêmes.Dans Omniverse, il peut l'utiliser quand il le souhaite. | * Activé dans X = Ben + 2 13                |

#### Les Aliens Additionnels
| No | Aliens                       | Espèces           | Planètes                                  | Description | Note |
| -- | ---------------------------- | ----------------- | ----------------------------------------- | --- | --- |
| 11 | Boulet de Canon (Cannonbolt) | Arburian Pelarota | Arburia                                   | Voir plus haut | * Réactivé dans La guerre des mondes, Partie 1 25 |
| 12 | Gobe-Tout (Upchuck)          | Gourmand          | Peptos XI                                 | Voir plus haut | * Réactivé dans La guerre des mondes, Partie 1 25 |
| 13 | Géant (Way Big)              | To'kustar         | aucune (nait dans les tempêtes cosmiques) | Voir plus haut | * Réactivé dans La guerre des mondes, Partie 1 25 |
| 14 | Incassable (Diamondhead)     | Petrosapien       | Petropia                                  | Voir plus haut | * Réactivé dans La vengeance de Vilgax, parties 1-2, remplace Mégachrome; |
| 15 | Aimantosaure (Lodestar)      | Biot-savartian    | Inconnue                                  | Un alien au corps ressemblant vaguement à un aimant, avec une peau à camouflage jaune, une tête métallique flottant au-dessus du corps sans cou, une bouche qui ne bouge pas et des pinces. Il possède des pouvoirs magnétiques, lui permettant de contrôler et manipuler le métal. | * Activé à la fin de la saison 2 (son hologramme est vu à la fin de l'épisode) et utilisé pour la première fois dans L'armistice;                                                  |
| 16 | Spectral (Ghostfreak)        | Ectonurite        | Anur Phaetos                              | Voir plus haut | * réabsorbé par Ben dans Ville Fantôme; contrairement à la version de la première série, il s'agit ici de la version naturelle, non protégée contre le soleil mais plus puissante; |
| 17 | Bingalosaure (Rath)          | Appoplexian       | Appoplexia                                | Un grand tigre bipède et humanoïde avec une grande griffe sur le haut de chaque main. Bingalosaure possède une force et une résistance démesurée, peut sauter très haut et provoquer des ondes de choc en frappant le sol. Toutefois, lorsque Ben prend cette forme, son intelligence diminue sérieusement au profit de son agressivité, le rendant plus enclin à attaquer ou insulter tous ceux qu'il croise s'il est provoqué. On apprend dans Omniverse que Bingalosaure ne porte pas de vêtements contrairement aux autres membres de son espèce à cause d'un bug de l'Omnitrix. Il sera apparemment corrigé par Skurd dans un épisode ultérieur donnant à l'Appoplexian une tenue de luchador. | * Activé dans la saison 3 il est utilisé pour la première fois dans La paix mais à quel prix ?;                                                                                    |
| 18 | Nanomech (Nanomech)          | Nanomecron        | Nanomechia                                | Un nanorobot vivant, d'une taille minuscule, capable de rétrécir encore plus que sa taille normale, de voler et de projeter des attaques d'énergie. La race de Nanomech étant une race collective de drones dirigés par une reine, Ben peut être influencé par le lien de la Reine, mais y résister, et conserve son individualité. Contrairement à l'espèce originale, qui a un aspect complètement insectoïde, la forme de Ben ressemble à un minuscule homme-insecte avec des ailes, un corps de métal et un seul œil. La Reine a mentionné durant son combat contre Ben qu'il était plus puissant que les autres drones.                                                                        | * Acquis dans le film Ben 10 : Alien Swarm |

#### La Puissance de l'Omnitrix
C'est une pièce de théâtre asiatique. Elle est formée en deux actes la série originale puis celle d'Alien Force. Elle introduit aussi deux nouveaux aliens: Squidstrictor et Rocks. Ils n'apparaissent que dans la pièce ou sous forme de jouet.
| No | Aliens          | Espèce | Planète | Description | Notes                                    |
| -- | --------------- | ------ | ------- | --- | ---------------------------------------- |
| 01 | (Squidstrictor) | ?      | ?       | C'est une sorte de pieuvre jaune.                                                                                          | * Activé dans La Puissance de l'Omnitrix |
| 02 | (Rocks)         | ?      | ?       | C'est un humanoïde possédant une grande force. Il est formé de roche, et ressemble beaucoup à la Chose des 4 Fantastiques. | * Activé dans La Puissance de l'Omnitrix |

## Ultimatrix
Durant le final de Alien Force, il est révélé qu'Azmuth a développé pendant ses recherches une autre version plus puissante de l’Omnitrix, l'Ultimatrix. Toutefois, cette version était instable et incomplète, conduisant Azmuth à abandonner le projet et laisser l'appareil inachevé dans son laboratoire. L'Ultimatrix est cependant volé par Albedo, qui, en utilisant les pièces de son ancien Omnitrix et du matériel fourni par Vilgax, réussit à le compléter. Il utilise l'Ultimatrix à son propre profit dans l'épisode, jusqu'à ce que Vilgax le trahisse et le fasse prisonnier. Après la destruction de l'Omnitrix, Ben force Albedo à lui céder l'Ultimatrix en menaçant de le faire s'auto-détruire. Par la suite, tout au long de Ben 10: Ultimate Alien, il s'en sert pour remplacer l'Omnitrix.
À l'opposé d'Azmuth, qui avait créé l'Omnitrix à des fins pacifistes, Albedo s'est concentré en complétant l'Ultimatrix sur l'objectif d'en faire une arme capable de surpasser l'Omnitrix de Ben. À cette fin, il a rajouté une fonction plus offensive que sur le modèle, l'évolution : en plus de pouvoir prendre les mêmes formes aliens que l'Omnitrix, l'Ultimatrix permet à son utilisateur de faire subir aux échantillons d'ADN une évolution à vitesse extrême, en simulant le pire scénario de catastrophe pour l'espèce, et en utilisant le résultat de cette simulation. En revanche, contrairement à l'Omnitrix, l'Ultimatrix ne peut pas réparer les dommages cellulaires.

### Les Aliens Ultimes
| No | Aliens                                         | Espèces           | Planètes                                | Description | Notes                                          |
| -- | ---------------------------------------------- | ----------------- | --------------------------------------- | --- | ---------------------------------------------- |
| 01 | Ultimate Echo Echo(Ultimate Echo Echo)         | Sonorisian        | Sonorisia                               | Évolution de Echo Echo. Bien qu'incapable de se dupliquer comme son modèle, il peut léviter et créer des objets en formes de disques qu'il contrôle à distance. Ces disques permettent d'émettre des ultrasons semblables à ceux émis par sa bouche. En plaçant les disques de façon différente, il est capable de lancer des attaques soniques de plusieurs directions différentes, avec beaucoup plus de polyvalence que la version classique. | * Activé dans La carte de l'infini 11          |
| 02 | Ultimate Boulet de Canon (Ultimate Cannonbolt) | Arburian Pelarota | Arburia                                 | Évolution de Boulet de Canon. Sa carapace est renforcée par un alliage métallique, et pourvue de piquants permettant d'exercer une force de frappe plus puissante. | * Activé dans L'intouchable 06                 |
| 03 | Ultimate Énormosaure(Ultimate Humongousaur)    | Vauxasaurien      | Terradino                               | Amélioration de Enormosaure. Doté d'une carapace et d'une peau plus épaisse, il possède dans ses avant-bras des lance-missiles organiques permettant de projeter des rafales dévastatrices. Il perd cependant la fonction de pouvoir augmenter sa taille. | * Activé dans L'intouchable 06                 |
| 04 | Ultimate Arachno-Singe(Ultimate Spidermonkey)  | Arachnichimp      | Aracscimia                              | Amélioration de Arachno-Singe. Ressemblant davantage à un gorille (deux pattes de gorille en équilibre en l'air grâce à des pattes d'araignée), il possède une force supérieure et peut cracher sa toile par sa bouche. | * Activé dans La Gloire 01                     |
| 05 | Ultimate Régénérator(Ultimate Swampfire)       | Méthanosien       | Méthanos                                | Amélioration de Régénérator. Projette un feu bleu plus puissant et des bombes incendiaires. | * Activé dans Ultimate Aggregor 10             |
| 06 | Ultimate Glacial(Ultimate Big Chill)           | Nécrofriggien     | Kymyys                                  | Amélioration de Glacial. Produit des flammes capables de consumer la chaleur et de geler tous ceux avec quoi elles entrent en contact. | * Activé dans Diviser pour mieux régner 03     |
| 07 | Ultimate Sauvage (Ultimate Wildmutt)           | Vulpimancer       | Vulpin                                  | Amélioration de Sauvage. Il a un pelage rouge, une queue et une crête.Ces sens sont encore plus développées que la version d'origine.Il peut parler. | * Activé dans Le Prisonnier 775 s'est évadé 32 |
| 08 | Ultimate Géant (Ultimate Way Big)              | To'kustar         | Aucune (né dans les tempêtes cosmiques) | Amélioration de Géant. Il est bien plus grand, fort et rapide que le Géant original. | * Activé dans L'ennemi ultime: partie 2 52     |
| 09 | Ultimate Ben (Ultimate Ben)                    | Humaine           | La Terre                                | Amélioration de Ben, elle est vue dans l'épisode Le Retour de Ben 10 000. Ben a l'Ultimatrix collé à la poitrine. Lorsqu'il choisit un alien, un faisceau vert apparaît au-dessus de lui, montrant l'alien choisi. Ben reste sous son apparence humaine mais adopte les caractéristiques physiques de l'alien choisi. Cette forme de Ben ne sera pas utilisée par Ben lui-même, mais par son alter ego du futur, Ben 10 000.                     | * Activé dans Le Retour de Ben 10 000 30       |

Albedo utilise aussi les formes Ultimates du Galvan (sa forme originelle), du Manzardil Polaire, du Galilean, du Panuncian (prédateur des Splixson, utilisé par Khyber) et de l'Appoplexian à l'aide d'un nouvel Ultimatrix dans Ben 10: Omniverse.

### Les Nouveaux Aliens
| No | Aliens                     | Espèces          | Planètes          | Description | Notes                                                   |
| -- | -------------------------- | ---------------- | ----------------- | --- | ------------------------------------------------------- |
| 01 | Hydro-Jet (Water Hazard)   | Orishan          | Hydrosia          | Une sorte d'alien homard/robot vaguement humanoïde. Outre sa carapace qui l'immunise contre les dégâts mineurs, il est capable de contrôler l'eau, ce qui lui permet de projeter des rafales d'eau depuis ses mains, d'absorber l'humidité dans l'air et de former des structures d'eau.                                                                                       | * Acquis dans La Gloire 01                              |
| 02 | Tornade (Terraspin)        | Geochelone Aerio | Aldabra           | Un alien semblable à une tortue, capable de voler et de créer de puissantes rafales de vent en se servant de son corps comme d'une hélice géante. | * Acquis dans L'évasion 05                              |
| 03 | Energy (NRG)               | Prypiatosian-B   | Nucléria          | Une créature d'énergie radioactive emprisonnée dans une armure robotique. Tant qu'il est dans l'armure, son seul pouvoir est de réchauffer cette dernière de façon à brûler ou fondre tout ce qu'il touche, mais une fois libéré, il est capable de voler, tirer des rayons d'énergie nucléaire, absorber tout type d'énergie pour se nourrir et produire une chaleur intense. | * Acquis dans L'intouchable 06                          |
| 04 | Le Tatou (Armodrillo)      | Talpaedan        | Terraexcava       | Une créature à carapace jaune dotée de marteaux-piqueurs sur les avant-bras. Outre une force et une résistance surhumaines, il peut creuser sous terre et déclencher de puissants tremblements de terre en frappant le sol. | * Acquis dans La faute d'Andréa 07                      |
| 05 | Amphibien (Ampfibian)      | Amperi           | Amperia           | Une sorte de méduse capable de contrôler l'électricité, lui donnant les pouvoirs de lévitation par magnétisme, télépathie, électrokinésie et transformation en électricité pour circuler à travers les appareils électroniques. | * Acquis dans La fusion 08                              |
| 06 | Caméléon (ChamAlien)       | Merlinsapien     | Sauria (détruite) | C'est un lézard gris qui possède trois yeux triangulaires de couleur rouge, bleu et vert. Il est capable de devenir invisible, il possède aussi une queue puissante renfermant un dard. | * Acquis dans Le Prisonnier 775 s'est évadé 32          |
| 07 | Accelerator (Fasttrack)    | Citrakayah       | Chalybeas         | Il est capable de courir à 500 km/h.Il a aussi amélioré sa force par rapport à AXLR comme on l'a vu porter hulka et tack sans perdre de vitesse. | * Activé dans L'Académie 28                             |
| 08 | Temposaure (Clockwork)     | Chronosapien     | ???               | C'est un alien qui possède une armure de type Tolmèque de couleur or et a une espèce de "crête" sur la tête. Il est capable de voyager dans le temps et de tirer des tirs temporels et est capable de ralentir ou d'accélérer le temps. Il est utilisé pour la première fois par Ben 10000 dans Le retour de Ben 10000.                                                        | * Activé dans Inspecteur 13 44                          |
| 09 | Squalosaure (Eatle)        | Oryctini         | Coleop'Terra      | Il possède les mêmes pouvoirs que Gobe-Tout. Il ressemble à un scarabée-rhinocéros qui marche sur deux pattes de couleur sombre, il possède aussi une bouche métallique au niveau des épaules. | * Activé dans Le Cœur de l'Histoire 42                  |
| 10 | Diabolosaure (Jury Rigg)   | Planchakule      | Aul-Terrewen      | Ces pouvoirs ont des rapports avec la technologie. Il ressemble à un gobelin diabolique rouge avec un long nez. Il peut assembler ou désassembler les technologies. | * Activé dans Les œufs du Dragon 48                     |
| 11 | Shocksquatch(Shocksquatch) | Gimlinopithecus  | Pattersonea       | Il ressemble à un sort de yeti. Il est capable de lancer des charges électriques. Il n'apparait que dans l'épisode crossover Ben 10 / Generator Rex, mais fera son retour dans Omniverse, en subissant un gros changement de design. | * Activé dans Ben 10 / Generator Rex : les héros réunis |

### Les Aliens Additionnels
| No | Aliens                       | Espèces           | Planètes                                | Description    | Notes                                             |
| -- | ---------------------------- | ----------------- | --------------------------------------- | -------------- | ------------------------------------------------- |
| 01 | Régénérator (Swampfire)      | Méthanosien       | Méthanos                                | Voir plus haut | * Réactivé dans La Gloire 01                      |
| 02 | Echo Echo (Echo Echo)        | Sonorisian        | Sonorisia                               | Voir plus haut | * Réactivé dans La Gloire 01                      |
| 03 | Énormosaure (Humongousaur)   | Vauxasaurien      | Dinoterra                               | Voir plus haut | * Réactivé dans La Gloire 01                      |
| 04 | Super Jet (Jetray)           | Aerophibien       | Aeropela                                | Voir plus haut | * Réactivé dans La Gloire 01                      |
| 05 | Glacial (Big Chill)          | Nécrofriggien     | Kymyys                                  | Voir plus haut | * Réactivé dans Piégé 02                          |
| 06 | Mégachrome (Chromastone)     | Cristalsapien     | Motoresi                                | Voir plus haut | * Réactivé dans La Gloire 01                      |
| 07 | Méga-Méninges (Brainstorm)   | Cérébrocrustacéan | Encéphalonus IV                         | Voir plus haut | * Réactivé dans La Gloire 01                      |
| 08 | Arachno-Singe (Spidermonkey) | Arachnichimp      | Aracscimia                              | Voir plus haut | * Réactivé dans La Gloire 01                      |
| 09 | Bingalosaure (Rath)          | Appoplexian       | Appoplexia                              | Voir plus haut | * Réactivé dans La Gloire 01                      |
| 10 | Transformo (Goop)            | Polymorphe        | Viscosia                                | Voir plus haut | * Réactivé dans La faute d'Andréa 07              |
| 11 | Alien X (Alien X)            | Celestialsapiens  | Forge de la Création                    | Voir plus haut | * Réactivé dans La Forge de la Création 16        |
| 12 | Quad (Fourarms)              | Tetramand         | Khoros                                  | Voir plus haut | * Réactivé dans Le jeu vidéo 04                   |
| 13 | La Mâchoire (Ripjaws)        | Pisccis Volann    | Pisccis                                 | Voir plus haut | * Réactivé dans Le cube aux multiples facettes 14 |
| 14 | Sauvage (Wildmutt)           | Vulpimancer       | Vulpin                                  | Voir plus haut | * Réactivé dans La Gloire 01                      |
| 15 | Inferno (Heatblast)          | Pyronite          | Pyros                                   | Voir plus haut | * Réactivé dans Viktor : la Créature 23           |
| 16 | Spectral (Ghostfreak)        | Ectonurite        | Anur Phaetos                            | Voir plus haut | * Réactivé dans Sacrifice Ultime 39               |
| 17 | Incassable (Diamondhead)     | Petrosapien       | Petropia                                | Voir plus haut | * Réactivé dans L'Académie 28                     |
| 18 | Boulet de Canon (Cannonbolt) | Arburian Pelarota | Arburia                                 | Voir plus haut | * Réactivé dans La Gloire 01                      |
| 19 | Gobe-Tout (Upchuck)          | Gourmand          | Peptos XI                               | Voir plus haut | * Réactivé dans Piégé 02                          |
| 20 | Géant (Way Big)              | To'kustar         | Aucune (né dans les tempêtes cosmiques) | Voir plus haut | * Réactivé dans Le jeu vidéo 04                   |

## L'Omnitrix
L'Omnitrix apparait pour la première fois dans le dernier épisode de Ben 10: Ultimate Alien. C'est un cadeau de Azmuth qui a confiance à nouveau en Ben.

### Les Nouveaux Aliens
| No | Aliens                      | Espèces           | Planètes               | Description | Notes |
| -- | --------------------------- | ----------------- | ---------------------- | --- | --- |
| 01 | Gravattack (Gravattack)     | Galilean          | Keplorr                | C'est une créature qui semble être faite de pierres et dont le visage fait penser à celui de Méga-Méninges. Comme son nom le suggère, Gravattack peut faire léviter des objets et les projeter contre ses ennemis. Il serait aussi capable de se replier sur lui-même en une sphère pour des attaques orbitales. Gravattack possède aussi sa propre orbite, ce qui lui permet de dévier certaines attaques. | * Activé dans Ben fait des etincelles 03                                                                                         |
| 02 | Bloxx (Bloxx)               | Segmentasapien    | Polyominus             | C'est une sorte de gorille fait de briques colorées ressemblant à des Legos. Cet alien est capable de s'étirer à volonté et peut se métamorphoser en une catapulte, une forteresse ou bien un bouclier. Bloxx est aussi capable de se régénérer et de se séparer en plusieurs morceaux. | * Activé dans Plus les choses changent: partie 1 01                                                                              |
| 03 | Rétroactor (Feedback)       | Conductoïde       | Teslavorr              | C'est un extraterrestre qui peut absorber n'importe quelle énergie et la renvoyer contre des ennemis. Il est aussi capable de tirer de l'électricité et a une grande force et une grande agilité. | * Activé par Ben enfant après Le Secret de L'Omnitrix, puis perdu. Réactivé par Ben à ses 16 ans dans La Confrontation, Partie 2 |
| 04 | Shocksquatch (Shocksquatch) | Gimlinopithecus   | Pattersonea            | C'est un alien semblable à un yéti de couleur jaune qui est capable d'envoyer des décharges électriques dévastatrices. | * Activé dans Plus les choses changent: partie 2 02                                                                              |
| 05 | Cigalocrash (Crashhopper)   | Nautroposaurian   | Nautropos              | C'est un hybride entre une mante religieuse et une sauterelle qui est capable de sauter à des distances incroyables comme une vraie sauterelle et qui peut tout défoncer sur son passage grâce à sa corne. | * Activé dans C'était eux 06 |
| 06 | Articguana (Articguana)     | Manzardil Polaire | X'Nelli                | Un reptile semblable à un iguane, capable de cracher une vapeur qui gèle n'importe quoi. | * Activé dans La Fusion 08 |
| 07 | Coléoptosaure (Ball Weevil) |                   |                        | C'est un tout petit insecte ayant des mandibules, des antennes mais pas de bras. Il crache des balles qui peuvent coller n'importe qui, n'importe quoi. | * Activé dans Des prédateurs et des proies: Partie 1 09                                                                          |
| 08 | Faukonnosaur (Kickin Hawk)  |                   |                        | C'est un humanoïde croisé entre un homme et un faucon. Il est capable de faire sortir des lames de ses mains et de ses pattes. Il possède aussi des réflexes dignes d'un vrai faucon. | * Activé dans La grande évasion 11                                                                                               |
| 09 | Truite Azur (Walkatrout)    |                   |                        | C'est une sorte de poisson bleu. Il est débloqué par Driba et Blukic, deux Galvans il est aussi glissant qu'un savon il fait de bulles de type différent . | * Activé dans La grande évasion 11                                                                                               |
| 10 | Féerique (Pesky Dust)       | Nemuina           |                        | C'est une sorte de fée très petite. Elle peut endormir les gens et changer leurs rêves de façon à leur faire dire des informations par exemple. Cet alien est débloqué par Driba et Blukic, deux Galvans. | * Activé dans La grande évasion 11                                                                                               |
| 11 | Molestache (Molestache)     | Inconnu           | Inconnu                | Il ressemble à une sorte de rongeur avec des moustaches. Celles-ci peuvent s'étirer, se gonfler et prendre différentes formes comme une hélice ou une paire de bras puissants. Il est débloqué par Driba et Blukic, deux Galvans. | * Activé dans La grande évasion 11                                                                                               |
| 12 | Nul (The Worst)             | Aphrotien         |                        | C'est une sorte de gros alien jaune qui porte un slip. Il est débloqué par Driba et Blukic, deux Galvans. Son corps couine quand il marche. Il est aussi indestructible mais pas insensible à la douleur. | * Activé dans La grande évasion 11                                                                                               |
| 13 | Pince-Orteil (Toepick)      |                   |                        | C'est une sorte d'ogre alien jaune possédant un casque qui le protège un peu comme NRJ. Il a le pouvoir de terroriser les gens lorsqu'ils voient son visage. Ce pouvoir ressemble à celui de Spectral quand il est sous forme réelle. | * Activé dans Une Livraison Très Spéciale 20                                                                                     |
| 14 | Astrodactyle (Astrodactyl)  |                   |                        | C'est une sorte de ptérodactyle hybride avec une mante religieuse qui peut voler très vite et aux morsures terribles. Il possède également une sorte de jet-pack dans le dos d'où sortent ses ailes et pouvant produire des ondes de chocs ainsi que des fouets énergétiques jaillissant de ses mains. | * Activé dans Pendant ton Absence 25                                                                                             |
| 15 | Crapoteur (Bullfrag)        | Incursien         | Inconnu (détruite)     | Il ressemble à un Incursien plus musclé que la moyenne portant des lunettes de soleil noires. Il porte un uniforme incursien avec un collier gris sur lequel se trouve le symbole de l'Omnitrix. Comme tous les Incursiens, il possède les facultés inhérentes aux grenouilles telles qu'une capacité de saut accrue et une longue langue collante. | * Activé dans Les Grenouilles Ninja, Partie 2 27                                                                                 |
| 16 | Vlampire (Whampire)         | Vladat            | Anur Vladas (détruite) | Il ressemble à un vampire. Il est capable d'hypnotiser ses adversaires et de cracher de petits objets ressemblant à des chauve-souris appelées Corrupturas se fixant sur le front de leur victime et renforçant ses pouvoirs hypnotiques (lui permettant notamment de ne pas avoir à regarder sa victime dans les yeux pour la contrôler.) Il peut également voler, se transformer en petite chauve-souris, voir par infrarouge la structure interne des êtres vivants (et théoriquement se nourrir de leur énergie vitale), survivre dans le vide spatial et produire une puissante attaque sonique lorsqu'il est en situation critique. Il est cependant très vulnérable à la lumière solaire qui peut le consumer en quelques minutes. | Débloqué dans Les vampires se rebiffent                                                                                          |
| 17 | Atomix (Atomix)             |                   |                        | Il a des pouvoirs nucléaires il crie humina humina humina pour faire apparaître et faire grossir ses boules d´énergie nucléaire, il peut aussi faire fondre toutes les matières, il peut voler . Il utile humina humina humina pour améliorer ses attaques. | * Activé dans Pour quelques cerveaux de plus                                                                                     |
| 18 | Onde de Choc (Buzzshocker)  | Megawhatt         | Nosedeen Quasar        | Un Mégawhatt, petit extra-terrestre composé d'électricité capable de projeter des décharges électriques puissantes et de s'infiltrer dans les machines et conducteurs électriques. | * Activé dans Le monstre de Max                                                                                                  |
| 19 | Proutor (Gutrot)            |                   |                        | Cet alien ressemblant à une sorte de cyborg est un véritable laboratoire ambulant capable de reproduire toutes sortes de composés chimiques et de les expulser sous forme de gaz. Il peut entre-autres créer du gaz hilarant, de l'anesthésiant, du gaz lacrymogène ou des phéromones. | Activé dans La grande évasion |

### Les Aliens Additionnels
| No | Aliens                                                                | Espèces               | Planètes                                | Description    | Notes                                                               |
| -- | --------------------------------------------------------------------- | --------------------- | --------------------------------------- | -------------- | ------------------------------------------------------------------- |
| 01 | Boulet de Canon (Cannonbolt)                                          | Arburian Pelarota     | Arburia                                 | Voir plus haut | * Réactivé dans Plus les choses changent: partie 1 01               |
| 02 | Aimantosaure (Lodestar)                                               | Biosvortian           | inconnue                                | Voir plus haut | * Réactivé dans Plus les choses changent: partie 1 01               |
| 03 | Arachno-Singe (Spidermonkey)                                          | Arachnichimp          | Aranhaschimmia                          | Voir plus haut | * Réactivé dans Plus les choses changent: partie 1 01               |
| 04 | Hydro-Jet (Water Hazard)                                              | Orishan               | Hydrosia                                | Voir plus haut | * Réactivé dans Plus les choses changent: partie 2 02               |
| 05 | Tornade (Terraspin)                                                   | Geochelone Aerio      | Aldabra                                 | Voir plus haut | * Réactivé dans Plus les choses changent: partie 2 02               |
| 06 | Energy (NRG)                                                          | Prypiatosian-B        | ???                                     | Voir plus haut | * Réactivé dans Plus les choses changent: partie 2 02               |
| 07 | Le Tatou (Armodrillo)                                                 | Talpaedan             | Terraexcava                             | Voir plus haut | * Réactivé dans Plus les choses changent: partie 2 02               |
| 08 | Inferno (Heatblast)                                                   | Pyronite              | Pyros                                   | Voir plus haut | * Réactivé dans Ben fait des étincelles 03                          |
| 09 | Temposaure (Clockwork)                                                | Chronosapien          | ???                                     | Voir plus haut | * Réactivé dans Ben fait des étincelles 03                          |
| 10 | Mégachrome (Chromastone)                                              | Cristalsapien         | Petropia                                | Voir plus haut | * Réactivé dans Une mise à jour à haut risque 04                    |
| 11 | Régénérator (Swampfire)                                               | Méthanosien           | Méthanos                                | Voir plus haut | * Réactivé dans Je te propose un marché 05                          |
| 12 | Amphibien (Ampfibian)                                                 | Amperi                | Amperia                                 | Voir plus haut | * Réactivé dans Je te propose un marché 05                          |
| 13 | Nanomech (Nanomech)                                                   | Nanomecron            | Nanomechia                              | Voir plus haut | * Réactivé dans Je te propose un marché 05                          |
| 14 | Le Têtard Gris (Grey Matter)                                          | Galvin                | Galvan Prime                            | Voir plus haut | * Réactivé dans Je te propose un marché 05                          |
| 15 | Diabolosaure (Jury Rigg)                                              | Planchakule           | Aul-Terrewen                            | Voir plus haut | * Réactivé dans Je te propose un marché 05                          |
| 16 | Sauvage (Wildmutt)                                                    | Vulpimancer           | Vulpin                                  | Voir plus haut | * Réactivé dans Je te propose un marché 05                          |
| 17 | Incassable (Diamondhead)                                              | Petrosapien           | Petropia                                | Voir plus haut | * Réactivé dans Je te propose un marché 05                          |
| 18 | Echo Echo (Echo Echo)                                                 | Sonorisian            | Sonorisia                               | Voir plus haut | * Réactivé dans C'était eux 06                                      |
| 19 | Bingalosaure (Rath)                                                   | Appoplexian           | Appoplexia                              | Voir plus haut | * Réactivé dans C'était eux 06                                      |
| 20 | Alien X (Alien X)                                                     | Celestialsapiens      | Forge de la Création                    | Voir plus haut | * Réactivé dans Au revoir et merci pour tous les Smoothies 07       |
| 21 | Squalosaure (Eatle)                                                   | Oryctini              | Coleop'Terra                            | Voir plus haut | * Réactivé dans La Fusion 08                                        |
| 22 | AXLR (XLR8)                                                           | Kineceleran           | Kinet                                   | Voir plus haut | * Réactivé dans La Fusion 08                                        |
| 23 | Le Dard (Stinkfly)                                                    | Lepidopterran         | Lepidopterra                            | Voir plus haut | * Réactivé dans Des prédateurs et des proies: Partie 1 09           |
| 24 | Énormosaure (Humongousaur)                                            | Vauxasaurien          | Dinoterra                               | Voir plus haut | * Réactivé dans Des prédateurs et des proies: Partie 2 10           |
| 25 | Glacial (Big Chill)                                                   | Nécrofriggien         | Kymyys                                  | Voir plus haut | * Réactivé dans Des prédateurs et des proies: Partie 2 10           |
| 26 | Végétal (Wildvine)                                                    | Florauna              | Flors Verdance                          | Voir plus haut | * Réactivé dans La grande évasion 11                                |
| 27 | Quad (Fourarms)                                                       | Tetramand             | Khoros                                  | Voir plus haut | * Réactivé dans Pour le meilleur et pour le pire 12                 |
| 28 | La Mâchoire (Ripjaw)                                                  | Pisccis Volann        | Pisccis                                 | voir plus haut | * Réactivé dans La Partie de pêche 13                               |
| 29 | Géant (Way Big)                                                       | To'kustar             | Aucune (né dans les tempêtes cosmiques) | voir plus haut | * Réactivé dans Blukic et Driba vont chez Monsieur jus de fruits 14 |
| 30 | Transformo (Goop)                                                     | Polymorphe            | Viscosia                                | voir plus haut | * Réactivé dans Blukic et Driba vont chez Monsieur jus de fruits 14 |
| 31 | Méga-Méninges (Brainstorm)                                            | Cérébrocrustacéan     | Encéphalonus IV                         | voir plus haut | * Réactivé dans Le fête foraine 15                                  |
| 32 | Gobe-Tout (Upchuck)                                                   | Gourmand              | Peptos XI                               | voir plus haut | * Réactivé dans Dimensions 19                                       |
| 33 | Visio (Eye Guy)                                                       | Opticoid              | Sightra                                 | voir plus haut | * Réactivé dans Rad 27                                              |
| 34 | La Momie (BenMummy) puis renommé en Papyrus (Snare-oh)                | Thep Khufan           | Anur Khufos                             | voir plus haut | * Réactivé dans The Frogs Of War: Part 1 29                         |
| 35 | Duplico / D-Deux (Ditto)                                              | Splixson              | Hathor                                  | voir plus haut |                                                                     |
| 36 | Biotech (Upgrade)                                                     | Mécamorphe Galvanique | Galvan B                                | voir plus haut |                                                                     |
| 37 | BenLoup-Garou (BenWolf) puis renommé en Loup-Garousaure (Blitzwolfer) | Loboan                | Luna Lobo                               | voir plus haut |                                                                     |
| 38 | BenVicktor (BenVicktor) puis renommé en Frankenstrike                 | Transylian            | Anur Transyl                            | voir plus haut |                                                                     |

## Héros-Montre (L'Omnitrix de Ben 23)
Dans le premier épisode de la saison 3, Dimensions (ordre français), Ben rencontre une autre version de lui-même qui nomme ses aliens différemment.
| No | Aliens                                                   | Espèces            | Planètes                                | Description                                                                                               | Notes                                                                           |
| -- | -------------------------------------------------------- | ------------------ | --------------------------------------- | --- | ------------------------------------------------------------------------------- |
| 01 | Cryolézard (Freezelizard)                                | Manzardill Polaire | X'Nelli                                 | Équivalent d'Articguana.                                                                                  | * Activé dans Dimensions 19                                                     |
| 02 | Le Charbonnier (Charcoal Man)                            | Pyronite           | Pyros                                   | Équivalent d'Inferno.                                                                                     | * Mentionné dans Dimensions 19                                                  |
| 03 | M. Macaque (Mr. Monkey)                                  | Arachnichimp       | Aranhaschimmia                          | Équivalent d'Arachno-Singe.                                                                               | * Mentionné dans Dimensions 19,Activé dans le monde de ben va très mal partie 1 |
| 04 | Géantmonstro (Giant Manster)                             | To'kustar          | Aucune (né dans les tempêtes cosmiques) | Équivalent de Géant.                                                                                      | * Mentionné dans Dimensions 19                                                  |
| 05 | Le Branché (Plug-Man) puis renommé Rétroactor (Feedback) | Conductoïde        | Teslavorr                               | Équivalent de Rétroactor.                                                                                 | * Mentionné dans Dimensions 19                                                  |
| 05 | M. Vomi ou Vomitosaure(Vomit Man)                        | Gourmand           | Peptos XI                               | Équivalent de Gobe-Tout de la race Perk.                                                                  | * Mentionné dans Dimensions 19,activé dans puis soudain il y eut Ben            |
| 06 | Chavapas (Dog-Nabbit)                                    | Vulpimancer        | Vulpin                                  | Équivalent de Sauvage.                                                                                    | * Mentionné dans Dimensions 19                                                  |
| 07 | Que sa Roule (Rollaway)                                  | Arburian Pelarota  | Arburia                                 | Équivalent de Boulet de Canon.                                                                            | * Activé dans Dimensions 19                                                     |
| 08 | Électrique Yéti (Electricyeti)                           | Gimlinopithecus    | Pattersonea                             | Équivalent de Shocksquatch. Son nom en anglais un jeu de mots sur "electricity" signifiant "électricité". | * Activé dans Dimensions 19                                                     |

## Le Nemetrix
Il était porté par le Baskurr Anubian de Khyber (avant d'être apprivoisé par Kévin dans "Étalement du jeu : 2e Partie") et possédait aussi des transformations, ses transformations étaient les prédateurs des transformations de l'Omnitrix. Il est fabriqué par le Dr.Psychobos, un Cerebrocrustacean violet. Plus tard dans la série, il sera amélioré par Albedo et porté par le nouveau "chien de chasse" de Khyber, un Panuncian. 
| No | Aliens                        | Espèces        | Planètes        | Description | Notes                                                      |
| -- | ----------------------------- | -------------- | --------------- | --- | ---------------------------------------------------------- |
| 01 | Crabedozer (Crabdozer)        | Crabedozer     | Pyros           | Un crabe en pierre à quatre pattes et une tête de rhinocéros. Il peut tout défoncer grâce à sa corne et est immunisé au feu d'Inferno. | * Activé dans Plus les choses changent : partie 1 01       |
| 02 | Buglézard (Buglizard)         | Buglézard      | Lepidopterra    | C'est une créature hideuse qui possèdent quatre yeux et des crocs acérées. Il peut terrasser n'importe qui avec sa queue et peut cracher un épais brouillard. C'est le prédateur des Lepidopterrans (l'espèce du Dard). Il est cependant sensible à l'électricité.                          | * Activé dans Plus les choses changent : partie 2 02       |
| 03 | Mucilator (Mucilator)         |                |                 | C'est une sorte de grenouille très laide qui est le prédateur de l'espèce des Nautroposaurians (Cigalocrash). Il peut tirer des sortes de boules très gluantes qui peuvent arrêter Cigalocrash.                                                                                             | * Activé dans C'était eux 06                               |
| 04 | Slamworm (Slamworm)           |                | Terraexcava     | C'est un énorme ver qui est le prédateur des Talpaedans (l'espèce extraterrestre du Tatou). Comme le Tatou, Slamworm peut creuser de profondes galeries mais peut aussi cracher de l'acide.                                                                                                 | * Activé dans C'était eux 06                               |
| 05 | Terroranchula (Terroranchula) |                |                 | C'est une sorte d'araignée à quatre pattes. Il est le prédateur de l'espèce de Coléoptosaure. Il peut tisser une sorte de toile d'énergie avec ses pattes avant capables de neutraliser les balles visqueuses de ce dernier. Il peut également se couvrir de cette toile pour se renforcer. | * Activé dans Des prédateurs et des proies : Partie 1 09   |
| 06 | Phocochoerus (Tyrannopede)    |                | Terradino       | Le prédateur des Vauxasauriens (Énormosaure), cet alien ressemblant à une fusion entre une chenille et un T-rex peut tirer des toiles immobilisant l'ennemi dans un cocon et a des très puissantes machoîres.                                                                               | * Activé dans Des prédateurs et des proies : Partie 2 10   |
| 07 | (Hypnotick)                   | Psycholéoptère | Kylmyys         | Le prédateur des Nécrofriggiens (Glacial), c'est une sorte de gros insecte volant. Il possède la capacité d'émettre des ultrasons lui permettant d'hypnotiser ses proies. Il peut également devenir intangible.                                                                             | * Activé dans La Fête Foraine 15                           |
| 08 | (Omnivoracious)               | Omnivoracious  | Galvan Prime    | Le prédateur des Galvan (Têtard gris), Omnivoracious est un grand oiseau rouge violet. Il a un long bec pointu et quatre yeux. | * Activé dans Étalement du jeu : 1re partie 15             |
| 09 | (Vicetopus)                   | Vicetopus      | Encephalonus IV | Le prédateur des Cerebrocrustaceans (Méga-méninges), Vicetopus est un grand poulpe rouge foncé. Il peut prolonger ses longs tentacules sur de longues distances afin d'attraper sa proie. Il possède également un bec comme les pieuvres.                                                   | * Activé dans Étalement du jeu : 1re partie 15             |
| 10 | Panuncian                     | Panuncian      | Hathor          | Le prédateur des Splixson (Duplico.) Il possède comme eux la capacité de se dupliquer à l'infini. A noter que le Némétrix amélioré par Albedo lui confère également une forme Ultimate plus grande et féroce (il est d'ailleurs le seul des aliens du Némétrix a en avoir une.)             | Forme Ultimate activée dans Pour quelques cerveaux de plus |

## Biomnitrix
Il est porté par Ben 10 000 et lui permet de faire fusionner deux extraterrestres en même temps. Bien que les combinaisons soient infinies, voilà celle utilisées par Ben 10.000.
| N° | Alien                            | Espèce                              | Planète                          | Description | Activité                                       |
| -- | -------------------------------- | ----------------------------------- | -------------------------------- | --- | ---------------------------------------------- |
| 01 | Quadnormausaure (Fourmungousaur) | Vauxasaurien+Tetramand              | Terradino et Khoros              | La fusion de Quad et d’Enormausaure, il détient les capacités de changer de taille et de soulever des grosses charges. | *Activé dans Et puis il n’y eut plus personne  |
| 02 | Atomic X                         | Celestialspiens+?                   | Forge de la création et Inconnue | La fusion d’Alien x et d’Atomix, il peut contrôler la réalité et provoquer des explosions nucléaires. Ce dernier, puisqu'il ne contient pas toute l'ADN d'un Celestosapien, est moins puissant qu'Alien X, mais bien plus puissant qu'Atomix. | *Activé dans Et puis il n'y eut plus personne  |
| 03 | Gobe-Géant (Big Chuck)           | Gourmand (Perk) + To'kustar         | Peptos XII + Tempêtes Cosmiques  | Fusion de Gobe Tout et de Géant, ce dernier est gigantesque, peut dévorer n'importe quel matière inorganique pour la renvoyer sous forme d'énergie sur l'adversaire.                                                                          | *Activé dans Que la guerre du temps recommence |
| 04 | Diabolotech (Uprigg)             | Planchakule + Mecamorphe Galvanique | Aul-Terrewen et Galvan B         | Fusion de Diabolosaure et Biotech, il peut fusionner et démonter des machines afin de les améliorer et de les reconstruire. | *Activé dans Que la guerre du temps recommence |
| 05 | Transformosaure (Humungoopsaur)  | Polymorphe+Vauxasaurien             | Viscosia et Terradino            | Fusion d'Énormausaure et de Transformo, il possède la force du premier et la viscosité du deuxième, lui permettant d'altérer sa masse physique à volonté.                                                                                     |                                                |

## Omnitrix (Reboot)
Comme son équivalent dans la série originale, l'omnitrix est un appareil créé par les Galvans mais possède plusieurs différences avec le modèle original :
- Les ADN Aliens sont contenus dans l'Omnitrix qui à l'intérieur ressemble à un labo génétique.
- 10 Aliens peuvent être déverrouillés en même temps, si un autre alien venait à être débloqués, il remplacerait de base l'un des 10 Alien de base (il y a une exception dans la saison 1, avec l'obtention de Gax, mais il devait s'agir d'un dysfonctionnement de l'Omnitrix, car depuis à chaque nouvel Alien débloquer, c'est un autre alien qui est reverrouillé.)

| No | Aliens                       | Espèces               | Planètes       | Description | Notes |
| -- | ---------------------------- | --------------------- | -------------- | --- | --- |
| 01 | Boulet de Canon (Cannonbolt) | Arburian Pelarota     | Arburia        | Semblable à sa version originale avec un côté plus rondouillard. | * Activé dans Waterfilter |
| 02 | Lance L'O (Overflow)         | Cascan                | Cascareau      | Ressemblant a Hydro-Jet, il est plus petit et sa combinaison est plus proche d'un scaphandre que d'une carapace. | * Activé dans Waterfilter / Désactivé dans Intravasion 5e partie : L'Omni-cœur                                                                                   |
| 03 | Inferno (Heatblast)          | Pyronite              | Pyros          | Semblable à sa version originale | * Activé dans Waterfilter |
| 04 | AXLR (XLR8)                  | Kineceleran           | Kinet          | Semblable à sa version originale hormis un design plus enfantin, son costume n'est pas blanc mais bleu clair | * Activé dans Le Roi du Ring |
| 05 | Quad (Four Arms)             | Tetramand             | Khoros         | Semblable à sa version originale | * Activé dans Le Roi du Ring |
| 06 | Le Têtard Gris (Grey Matter) | Galvan                | Galvan Prime   | Il possède une combinaison verte, des yeux orange et des branchies, sinon il est semblable à sa version originale | * Activé dans La Crasse / Désactivé dans Intravasion 5e partie : L'Omni-cœur                                                                                     |
| 07 | Incassable(Diamonhead)       | Petrosapien           | Petropia       | Semblable à sa version d'origine, mis à part son costume qui est entièrement noir avec une espèce de V jaune en plein milieu du torse | * Activé dans Le Pouvoir du Grimoire |
| 08 | Biotech (Upgrade)            | Mécamorphe Galvanique | Galvan B       | A la différence de sa version de base, son corps est plus humanoïde, sa couleur est noire avec du mauve pour le torse et les circuits électrique. | * Activé dans Le Pouvoir du Grimoire / Perdu dans Piégé par l'Omnitrix, partie 4                                                                                 |
| 09 | Le Dard (Stinkfly)           | Lepidopterran         | Lepidopterra   | A la différence de sa version de base, son corps est bleu, il est humanoïde et bipède, il n'a que 2 yeux (comme les papillons). | * Activé dans La Ferme d'Animo |
| 10 | Végétal (Wildvine)           | Florauna              | Flors Verdante | Encore une fois, cette version est bipède et humanoïde, il n'a pas sa collerette remplacé par une espèce de fourrure, il peut faire pousser des lianes dans son dos rappelant les 4 bras du docteur Octopus. | * Activé dans La Carte Collector / Désactivé dans Intravasion 5e partie : L'Omni-cœur                                                                            |
| 11 | Gax (Gax)                    | Chimera Sui Generis   | Vilgaxia       | 11ème Alien activé à cause d'une défaillance de l'Omnitrix, similaire à une version punk/motard de Vilgax avec ses épaulettes cloutées. A la manière de Réctoactor dans Omniverse, il devient l'Alien favori de Ben avant d'être retiré des aliens utilisables par Vil (L'ADN contenu dans l'Omnitrix était celui de Vilgax, avec une partie de son ADN perdu, il devint Vil). Il est possible qu'il réapparaisse plus tard car dans Animorphose, le Docteur Animo, ayant siphonné l'Omnitrix avec l'aide de Vilgax, se transforme en diverses Aliens dont Gax. | * Activé dans Piégé par l'Omnitrix, partie 1 / Désactivé dans Piégé par l'Omnitrix, partie 3                                                                     |
| 12 | Shock Rock (Shock Rock)      | Fulmini               | Fulmas         | Une forme de vie composé d'énergie pure et de silice, il peut projeter son énergie ou la transformer en diverses choses comme une arme ou un champ de force, son activation entraine aussi le déverrouillage des formes "Omni-Enhanced", formes qui seront verrouillées après le reboot de l'Omnitrix | * Activé dans Le 11e alien, partie 1 |
| 13 | Bingalosaure (Rath)          | Appoplexian           | Appoplexia     | Semblable à sa version de base mais en plus barbu | * Première utilisation par le Docteur Animo dans Animorphose / Débloqué dans Intravasion 5e partie : L'Omni-cœur / Première utilisation par Ben dans Rath of Con |
| 14 | Frappadouble (Slapback)      | Ekoplektoid           | Ekoplekton     | Un alien Amphibien avec un côté corps en métal, il a la capacité de se diviser comme Duplico dans la série originale, sauf que chaque division divise sa taille par 2 et augmente son poids et sa force. Son nom a été proposé par Gwen lorsqu'elle a vu Ben se diviser après être tombé sur son dos (nom qui est approuvé par Gwen, Phil, Max et l'un des doubles de Ben, les noms proposés par Ben était Balaise-Boy et Bicepto). Les clones n'ont pas de lien entre-eux et donc peuvent se frapper dessus sans conséquences.                                 | * Débloqué dans Intravasion 5e partie : L'Omni-cœur / Première utilisation dans Omni-Copped                                                                      |
| 15 | Enormosaure (Humungousaur)   | Vauxasaurien          | Terradino      | Semblable à sa version originelle, mise à part la présence de piques sur son dos et sa queue. Dans Frappadouble, ce n'est pas Ben qui choisit son nom mais une petite fille qui se trouvait là en donnera l'idée (les noms proposés par Ben étaient Méga-Gros-Lézard, Iguano-Monstre, Rugis-Machin et Méga-Stégatruc) | * Débloqué dans Intravasion 5e partie : L'Omni-cœur / Première utilisation dans This One Goes to 11                                                              |

## Antitrix
Apparaissant dans la saison 3 du reboot avec son concepteur et porteur : Kevin Levin. L'Antitrix aurait été créé après un rêve étrange fait par Kévin, semblable à l'Omnitrix avec une dominance rouge au lieu de vert, son symbole est un demi sablier rouge (ce qui fait étrangement un K) et il a des extensions rappelant les yeux du crapaud mutant du Docteur Animo dans la série Originale, à la différence de l'Omnitrix par contre, il peut avoir plus de 10 Aliens utilisables et comme il y a eu modification, les Aliens sont plus forts que leur version de base mais aussi plus instable. Les transformations sont aussi plus longues et Kevin peut changer d'Alien sans revenir à sa forme humaine.
L'Antitrix, n'ayant pas d'échantillon d'ADN "pur", les fusionnent avec un autre échantillon afin de créer une fusion entre deux aliens.
| 01 | Démolition (Wreckingbolt)       | Arburian Pelarota + ?                | Arburia                         | La version mutante de Boulet de Canon, à la différence de ce dernier, il a une armure aux jambes, une carapace rouge avec des piques et ses yeux sont rouges. Il est plus brutal, n'hésitant pas à détruire ce qui l'entoure. | * Première Apparition dans This One Goes to 11   |  |  |
| 02 | Roncelame (Thornblade)          | Florauna + ?                         | Flors Verdante                  | La version mutante de Végétale, il ne peut produire que 2 lianes via son dos mais celles-ci sont plus dangereuses, les avant-bras de Roncelame sont hérissés. Pour le moment, il n'est apparu que furtivement, car il est rapidement battu par Quad. | * Première Apparition dans King of the Castle    |  |  |
| 03 | Lance Vase (Undertow)           | Cascan + ?                           | Cascareau                       | La version mutante de Lance L'O, plus terne que l'original (bleu sombre comparé au rouge vif de Lance L'O) et surtout les résevoirs et les lances à eaux sont à l'extérieur de l'armure. il est capable de transformer le sol en vase avec ses armes; comme Roncelame, son apparition est furtive, vu qu'il est rapidement changé pour un autre alien. | * Première Apparition dans King of the Castle    |  |  |
| 04 | Matière Noire (Dark Matter)     | Galvan + ?                           | Galvan Prime                    | La version mutante du Têtard Gris; plus grand et élancé que la version de base, il est rouge sombre et à des protubérances en forme de cornes sur la tête. Capable de tenir tête à Quad, il peut aussi produire une énergie de ses mains capable de créer des cristaux à l'endroit touché. Sans le Time-Out de l'Antitrix, il est certain que Matière Noire aurait achevé Quad. | * Première Apparition dans King of the Castle    |  |  |
| 05 | Poing de cristal (Crystal Fist) | Petrosapien + ?                      | Petrosapia                      | La version mutante d'Incassable, plus sombre et capable de contrôler la forme des cristaux. À l'origine, il devait se nommer Black Ice | * Première Utilisation dans Franken-Fight        |  |  |
| 06 | Contrebande (Bootleg)           | Mécamorphe Galvanique + ?            | Galvan B                        | La version mutante de Biotech, il a des épaulettes hérissées, des avant-bras couverts de pointes et il est bleu sombre, son nom fait référence à l'Antitrix qui est une copie illégale de l'Omnitrix; ce qui est la signification du mot Bootleg. | * Première Utilisation dans Franken-Fight        |  |  |
| 07 | Quatre claques (Quad smack)     | Tetramand + ?                        | Khoros                          | La version mutante de Quad, sa peau est mauve, il n'a pas de barre noire sur son visage et possède une armure. | * Première Utilisation dans Four by Four         |  |  |
| 08 | Feu follet (Hot Shot)           | Pyronite + ?                         | Pyros                           | La version mutante d'Inferno, c'est une version punk en gros (avec une iroquoise de flamme et une espèce de veste verte). | * Première Utilisation dans Buggy Out            |  |  |
| 09 | Express (Rush)                  | Kineceleran + ?                      | Kinet                           | La version mutante d'AXLR, son apparence est plus insectoïde que reptilienne, sa couleur est vert sombre. | * Première Utilisation dans Introducing Kévin 11 |  |  |
| 10 | Putride (Skunkmoth)             | Lepidopterran + ?                    | Lepidopterra                    | La version mutante du Dard, à la différence de ce dernier qui est plus un papillon, Skunmoth est basé sur un scarabée rouge en armure dorée. | * Première Utilisation dans Introducing Kévin 11 |  |  |
| 11 | Mâche tout(Bashmouth)           |                                      |                                 | Le 11ème Alien de Kévin, c'est un immense chien bipède/Loup-Garou en armure, il est d'ailleurs capable de générer une armure sur ses bras; capable de bloquer les coups de Quad, il peut faire pousser une mâchoire en acier capable de broyer le béton. Cependant, il est guidé par son instinct bestial, pouvant quitter le combat s’il sent de la nourriture. Sa race est pour le moment inconnue, il peut être un Loboan mais aussi un Vulpimancer si ceux-ci sont différents de leurs versions originales. | * Première Utilisation dans Introducing Kévin 11 |  |  |
| 12 | Alien V                         | Chimera Sui Generis + Celestiosapien | Vilgaxia + Forge de la Création | Cet Alien n'est pas utilisé par Kevin mais par Vilgax qui parvient à s'emparer de l'Antitrix, et fusionner son ADN avec celui d'un Celestosapien, devenant ainsi Alien V. Il est obtenu lorsque Vilgax inséra la clé Omnitrix dans l'Antitrix. Il ressemble à Vilgax, mais est bien plus grand que Géant, et son corps est noir avec des nuances rouges. Il a une puissance suffisante pour conquérir l'univers.                                                                                                | * Apparu dans "Ben contre l'Univers : Le Film"   |  |  |